# Organdi Quarterly
Die Zeitschrift Organdi Quarterly war eine internationale sozial- und kulturwissenschaftliche Online-Zeitschrift.

## Geschichte und Inhalte
Sie war ein peer-reviewtes interdisziplinäres Journal mit internationaler und offener Ausrichtung. Focus waren aktuelle Kulturthemen, es war offen für alle Formen kulturellen Schaffens (einschließlich Malerei, Fotografie, Kino, Video, Musik, Schreiben), ebenso wie für eine kritische Sicht auf gesellschaftliche Entwicklungen. Die einzelnen Ausgaben erschienen zwischen 2000 und 2007 von einem Redaktionsteam in Paris und Los Angeles. Die Redaktion bestand aus Matthieu Faullimmel (Herausgeber), Nicolas Robert, Rémy Oudghiri, Markus Gerlach und Matthieu Geoffray.
Die Online-Zeitschrift ist unter der internationalen standard serial no. ISSN 1630-7712 registriert.

## Ausgaben
- Nr. 1 Nov. 2000: Development in perspective
- Nr. 2 Feb. 2001: Body and civilization
- Nr. 3 Okt. 2001: Utopia: legacies, liabilities
- Nr. 4 Apr. 2002: Can we still talk about art ?
- Nr. 5 Dez. 2002: Mankind, trees and forests
- Nr. 6 Dez. 2003: Hazard
- Nr. 7 Feb. 2005: The voice
- Nr. 8 Sep. 2006: The secret
- Nr. 9 Dez. 2007: Archives

Seit 2008 wurden nur noch Einzelartikel veröffentlicht.